# Советская (Курганская область)
Советская — деревня в Чумлякском сельсовете Щучанского района Курганской области.

## География
Расположена у реки Миасс.

## История
До 1917 года входила в состав Чумлякской волости Челябинского уезда Оренбургской губернии. По данным на 1926 год состояла из 309 хозяйств. В административном отношении входила в состав Чумлякского сельсовета Щучанского района Челябинского округа Уральской области.

## Население
| 1989 | 2002 | 2010 |
| ---- | ---- | ---- |
| 286  | ↘255 | ↘207 |

По данным переписи 1926 года в деревне проживало 1447 человек (679 мужчин и 768 женщин), в том числе: русские составляли 100 % населения.